# Museo della battaglia di Vittorio Veneto
Il Museo della battaglia di Vittorio Veneto si trova a Ceneda, nel comune di Vittorio Veneto, e nasce dalla donazione, nel 1938, da parte del vittoriese Luigi Marson (1899-1952, soldato del 2º granatieri di Sardegna) della propria collezione di oggetti, reperti e documenti raccolti nei campi di battaglia e sul territorio, a partire dall'indomani della fatidica data del 30 ottobre 1918 che ha visto terminare la lunghissima e tremenda tragedia della Grande Guerra.
Da allora il museo si è arricchito notevolmente di reperti, documenti acquisiti, ma soprattutto donati dai tanti testimoni di questo evento epocale, o dai loro eredi.
Nel 2012 l'edificio sede del museo è stato restaurato e l'allestimento ha subito una radicale trasformazione, pur mantenendo, in una sezione, l'antica storia di se stesso.

## Il museo Oggi
All'interno dell'edificio l'ampia zona espositiva è stata articolata in tre grandi aree tematiche distinte, a seconda dei vari piani, in “la vita in trincea” al piano terra, “la vita durante l'occupazione” seguita da “l'armeria di casa Marson” al piano primo e “dalla battaglia al mito” al piano secondo.

### La trincea
Il racconto della vita in trincea passa attraverso una serie di effetti scenografici immersivi ed esperienziali. L'allestimento delle tre sale del piano terra forma una scenografia continuata e continuativa, ripresa in maniera volutamente stilizzata dall'architettura delle trincee della Grande Guerra.

### L'Occupazione
Le due sale centrali del primo piano sono dedicate alla narrazione della vita durante l'occupazione. Si ripropone in maniera semplificata il contesto architettonico di una città occupata, evocandone la densità, l'architettura, la dimensione.
Per la prima volta, in un museo, vengono evidenziate e affrontate assieme le numerose tematiche e problematiche di un anno di vita nelle terre occupate tra il 1917 e il '18: il multilinguismo, le requisizioni, i danni e le distruzioni di luoghi e simboli identitari (la fusione delle campane per farne armi e munizioni), lo spionaggio, la promiscuità.

### L'armeria

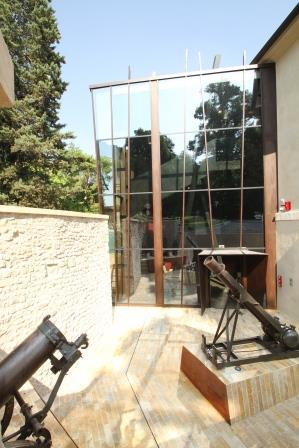
Ingresso principale del museo

La saletta laterale al primo piano è dedicata a “l'armeria di casa Marson” dove è stato ricreato il contesto espositivo del primo nucleo museale ospitato, prima ancora del suo spostamento nella sede attuale, all'interno dell'abitazione privata del suo fondatore.

### Dalla battaglia al mito
Il racconto che si dipana al piano secondo è infine dedicato alla battaglia di Vittorio Veneto e al mito che venne costruito attorno a questo evento.
Questa sezione è anche direttamente ispirata all'impianto originario del Museo, con il recupero delle bacheche e l'allestimento in stile ottocentesco che caratterizzava il primo museo, in modo da non perdere la memoria anche di un'epoca (una sorta di museo del museo).
La sala laterale racconta i momenti e gli eventi della battaglia di Vittorio Veneto, combattuta tra il 27 e il 30 ottobre del 1918, più ferocemente lungo la linea del Piave, sino all'arrivo delle truppe italiane a Vittorio (il termine Veneto verrà aggiunto nel 1923) con la messa in fuga degli occupanti.
Le due sale centrali sono quindi dedicate al “mito” di Vittorio Veneto e della sua battaglia, partendo proprio dalla riproposizione della sua retorica museale e della sua immagine ormai storicizzata.
Sono messi in vetrina e immortalati i passaggi che nel tempo hanno fatto di Vittorio Veneto un simbolo dell'unità nazionale. La ricostruzione dell'allestimento originario è stata fatta sulla base di quanto riportato dall'opuscolo “Cenni illustrativi per una visita al Museo della Battaglia”, pubblicato nel 1943 a cura di Luigi Marson, che di fatto costituisce il primo catalogo del museo e che dettaglia con estrema precisione il contenuto delle singole bacheche e delle pareti espositive.

## L'edificio
Il complesso museale è costituito da quattro edifici distinti. Il corpo principale del museo era l'antico palazzo della Comunità di Ceneda. L'edificio, con funzione amministrativa, venne costruito nella prima metà del XVI secolo ed utilizzato come sede della municipalità di Ceneda. Quando nel 1866 nasce Vittorio, dalla fusione delle comunità di Ceneda e Serravalle, l'edificio perde la sua funzione civica che viene ritrovata nel 1938 destinandolo a sede del Museo della Battaglia di Vittorio Veneto. L'edificio ha una scala monumentale laterale che collega i tre livelli su cui sono oggi disposte le sale espositive. Di notevole valore sono le decorazioni che abbelliscono l'antica sede municipale nella loggia esterna e nel salone denominato Aula Civica. 

## La rete dei musei della guerra in Veneto
|                        | Sito Internet | Pagina Wikipedia                                    |
| Sedico (BL)            | http://www.ecomuseograndeguerra.it/veneto/musei_e_raccolte/museo.php?b37193f9b4b01371971243633c20a717              | Museo Settimo reggimento alpini                     |
| San Donà di Piave (VE) | https://web.archive.org/web/20150417073645/http://www.museobonifica.sandonadipiave.net/                            | Museo della bonifica di San Donà di Piave           |
| Vicenza                | http://www.museicivicivicenza.it/it/mrr/galleria_grandeguerra.php Archiviato il 3 maggio 2015 in Internet Archive. | Museo del Risorgimento e della Resistenza (Vicenza) |